# Білово (Варгашинський район)
Біло́во (рос. Белово) — присілок у складі Варгашинського району Курганської області, Росія. Входить до складу Верхньосуєрської сільської ради.
Населення — 196 осіб (2010, 249 у 2002).